# Chlorolestes
Chlorolestes is een geslacht van libellen (Odonata) uit de familie van de Synlestidae (Synpantserjuffers).

## Soorten
Chlorolestes omvat 7 soorten:
- Chlorolestes apricans Wilmot, 1975
- Chlorolestes conspicuus Hagen in Selys, 1862
- Chlorolestes draconicus Balinsky, 1956
- Chlorolestes elegans Pinhey, 1950
- Chlorolestes fasciatus (Burmeister, 1839)
- Chlorolestes tessellatus (Burmeister, 1839)
- Chlorolestes umbratus Selys, 1862